# Giuseppe Bertello
Giuseppe Bertello (Foglizzo, 1 oktober 1942) is een Italiaans geestelijke en een kardinaal van de Rooms-Katholieke Kerk.
Na zijn priesterwijding op 29 juni 1966 was Bertello enkele jaren in de parochiële zielzorg werkzaam. In 1971 trad hij in dienst van de Romeinse Curie. Hij werd op 17 oktober 1987 benoemd tot titulair aartsbisschop van Urbs Salvia; zijn bisschopswijding vond plaats op 28 november 1987. Vanaf 1987 was hij apostolisch nuntius voor Benin, Ghana, Togo en Rwanda.
Van 1995 tot 2000 was Bertello permanent waarnemer van de Heilige Stoel bij de Verenigde Naties in Genève. Daarna was hij tot 2011 nuntius voor Mexico, Italië en San Marino. Op 1 oktober 2011 werd Bertello benoemd als president van de Pauselijke Commissie voor de Staat Vaticaanstad.
Bertello werd tijden het consistorie van 18 februari 2012 kardinaal gecreëerd, met de rang van kardinaal-diaken. Zijn titeldiakonie werd de Santi Vito, Modesto e Crescenzia. Hij nam deel aan het conclaaf van 2013. Op 1 oktober 2022 verloor hij - in verband met het bereiken van de 80-jarige leeftijd - het recht om deel te nemen aan een toekomstig conclaaf.
Van 2013 tot 2023 was Bertello lid van de Raad van Kardinalen.
Bertello trad op 1 oktober 2021 af als president van de Pauselijke Commissie voor de Staat Vaticaanstad.
Op 4 maart 2022 werd Bertello bevorderd tot kardinaal-priester. Zijn titeldiakonie werd tevens zijn titelkerk pro hac vice.
- Gemeinsame Normdatei: 1126047740
- Istituto Centrale per il Catalogo Unico: TO0V708909
- Virtual International Authority File: 2251148814294245330007
- WorldCat: E39PBJyMdmqfvtRFQpchQmrKBP